# Restio involutus
Restio involutus är en gräsväxtart som beskrevs av Neville Stuart Pillans. Restio involutus ingår i släktet Restio och familjen Restionaceae. Inga underarter finns listade i Catalogue of Life.